# Paine Wingate

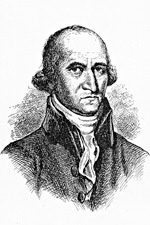
Paine Wingate

Paine Wingate (* 14. Mai 1739 in Amesbury, Essex County, Province of Massachusetts Bay; † 7. März 1838 in Stratham, New Hampshire) war ein US-amerikanischer Politiker, der den Bundesstaat New Hampshire in beiden Kammern des Kongresses vertrat. Zuvor hatte er als Delegierter aus New Hampshire bereits am Kontinentalkongress teilgenommen.
Paine Wingate kam 1739 in der kolonialen Province of Massachusetts Bay zur Welt; sein Vater war dort als Pastor tätig. 1759 machte er seinen Abschluss am Harvard College. Vier Jahre später wurde er selbst als Geistlicher der Kongregationalkirche ordiniert, woraufhin er eine Pfarrstelle in Hampton Falls (New Hampshire) übernahm.
1776 legte Wingate sein Kirchenamt nieder. Er zog nach Stratham und arbeitete dort als Farmer. Im Zuge der amerikanischen Revolution nahm er 1781 am Verfassungskonvent des Staates New Hampshire teil. In der Folge wurde er 1783 Abgeordneter im Repräsentantenhaus von New Hampshire und 1788 Delegierter zum Kontinentalkongress, der zu dieser Zeit seine Sitzungen in New York abhielt.
Nach der Schaffung des US-Kongresses als Zweikammerparlament wurden Paine Wingate und John Langdon als erste Vertreter New Hampshires in den Senat der Vereinigten Staaten gewählt. Wingate fiel dabei der Klasse-2-Sitz mit einer vierjährigen Amtszeit vom 4. März 1789 bis zum 3. März 1793 zu. Als diese abgelaufen war, kandidierte er nicht erneut, sondern bewarb sich stattdessen um eines der Mandate seines Staates im Repräsentantenhaus. Hier absolvierte Wingate eine zweijährige Amtsperiode vom 4. März 1793 bis zum 3. März 1795. Er zählte zur Anti-Administration-Fraktion, aus der später die Demokratisch-Republikanische Partei entstand.
In der Folge kehrte Wingate nach New Hampshire zurück. Er saß dort im Jahr 1795 noch einmal im Staatsparlament und amtierte von 1798 bis 1809 als Richter am Superior Court (heute Supreme Court) von New Hampshire. Danach zog er sich aus der Politik zurück und ging wieder seinen landwirtschaftlichen Tätigkeiten nach. Zum Zeitpunkt seines Todes im März 1838 war er der letzte lebende Delegierte zum Kontinentalkongress. Auch waren sämtliche US-Senatoren, die gemeinsam mit ihm dem ersten Kongress angehört hatten, zuvor bereits verstorben.